# Јожеф Кошич
Јожеф Кошич (мађ. Kossics József; Богојина, 9. октобар 1788 — Горњи Сеник, 9. октобар 1867) је био словеначки писац, песник, етнолог, римокатоличи свештеник, хрватског порекла.

## Биографија
Рођен је у месту Богојина (данас Словенија). Отац му је био Јожеф Кошич, школмештар (учитељ) из Вараждина. Мајка Ана Крегар је била словеначка племкиња из Иванцима (код Богојине). Брат Фрање Кошича је био такође свештеник у Загребу.
Похађао је гимназију у Кисегу и Сомбатељу. Био је капелан у Прекмурју, Белтинцу, Турнишћу, Рогашовцима и Светем Јурију. Свештеничку службу прво је обављао у Доњем Сенику од 1816. до 1829, a затим и у Горњем Сенику од 1829. до 1867. године. Тамо је и умро 1867. године.
Прво своје дело написао је на мађарском, a насловио га је „Има ли Вандала у Мађарској?“ (мађ. Vannak e Magyar Országban Vanadalusok?) јер је држао да су Словенци у Мађарској потомци Вандала. Монографија O Вендима и Тотима у Мађарској (мађ. A Magyar Országi Vendus-Tótokról), написана у периоду 1824 — 1828, прво се појавила анонимно у Бечу 1824. године, a затим под правим именом у новинама Tudományos Gyűjtemény (Научна збирка) 1828. године. Године 1829. појавила се и на немачком. На словеначком језику појавила се тек 1992. године. Дело говори такође o Словенцима у Мађарској.
Кошич се у својим делима служио штајерским говором и кајкавским дијалектом. Његова дела O Вендима и Тотима у Мађарској су прве словеначке монографије. На гробљу се налази његов гроб с плочом и натписом на мађарском језику. У цркви му је постављена спомен плоча, a и сеничка основна школа названа је по њему. Та чињеница има велику важност за очување националне свести код мађарских Словенаца. Кошич се доста занимао за историју, a поготово за историју Прекмурја.

## Дела
- O Вендима и Тотима у Мађарској (O vendskih-totih na Vogrskom, 1824 — 1828)
- Кратки мађарски граматик (Krátki Návuk Vogrskoga Jezika za Začetnike, 1833)
- Крижни пут у 14 постаја (Križna paut na XIV. štácie ali postojališča, 1843)
- Старине Железних и Заласких Словенаца (Starine železnih ino salaskih Slovencov, 1845)
- Површин Словенац и Словенка код Муре и Рабе (Zborisani Sloven in Slovenka med Műrov in Rábov, 1845 — 1848)
- Повијест мађарског краљевства (Zgodbe vogerskoga kralestva, 1848)
- Исусе, мија жудњо (Jezuš moje pošelenje 1851)